# Jednota pro zvelebení hudby v Čechách
Jednota pro zvelebení hudby v Čechách nebo též Jednota pro povznesení hudby v Čechách (zkráceně JZHČ, původně německy Verein zur Beförderung der Tonkunst in Böhmen) je organizace vzniklá 31. března 1810 v Praze, hlavním městě tehdejšího Českého království. Jednota stála u zrodu Pražské konzervatoře v roce 1808.

## Historie
Dne 25. dubna 1808 bylo vydáno prohlášení osmi českých šlechticů prohlášení, ve kterém hodnotilo stav hudby v českých zemích po napoleonských válkách. První řádky prohlášení zněly:
| „ | „Jelikož umění hudební v Čechách jindy kvetoucí nyní tak bylo pokleslo, že i v Praze jen s tíží lze jest sestaviti dobrý úplný orchestr, a mimoto mnoho nástrojů jen nedostatečně nebo vůbec ani obsaditi se nedá, spojili se nížepsaní k tomuto účelu a s tím úmyslem, aby umění hudební v Čechách opět povznesli a zvelebili…“ | “ |

Mezi zakládajícími členy Jednoty byli 4 čeští šlechtici:
- Vilém I. Karel z Auerspergu (1749–1822)
- Jiří František August z Buquoy (1781–1851)
- Jan Josef z Carretto-Millesima (1788–1852)
- Ferdinand z Trauttmansdorffu (1749–1827)

Pod listinou jsou dále podepsáni:
- František Josef z Vrtby (1759–1830)
- František Josef ze Šternberka
- Jan Nepomuk z Nostic-Rienecku
- Kristián Kryštof z Clam-Gallasu
- Bedřich Jan Chrysogonus z Nostic (1762–1819)
- Karel Josef z Firmian (1766–1822)
- Jan Josef Pachta z Rájova
- František Josef z Klebelsbergu.[1]

U zrodu stáli rovněž členové rodů Kinských a Lichtenštejnů.
K prohlášení se později připojili další šlechtici a 31. března 1810 bylo ustaveno soukromé sdružení Jednota pro zvelebení hudby v Čechách, které mělo celkem padesát pět zakládajících členů. Ti se zavázali po šest let po sobě přispívat určitou roční částkou (100 zlatých) ku podpoře výuky. První předsedou Jednoty byl zvolen hrabě Jan Nepomuk z Nostic-Rienecku (tuto funkci vykonával 23 let, do 17. dubna 1833).
24. dubna 1811 byla zahájena výuka na Pražské konzervatoři.
V roce 1885 organizace přesídlila do pražského Rudolfina po slavnostním otevření sálu korunním princem Rudolfem.
Jednota poté stála u zrodu Pražské konzervatoře, jejíž provoz zajišťovala a financovala po následujících více než sto let. Po vyhlášení Československa pak byla Pražská konzervatoř bez vědomí Jednoty dekretem č. 579 z 2. prosince 1918 předána dne do správy vládnímu zmocněnci a správu školy následně převzala sedmičlenná komise a Jednota pro zvelebení hudby v Čechách 31. prosince 1918 ukončila svou činnost.
Dne 1. května 2010 u příležitosti 200. výročí založení Pražské konzervatoře byla činnost spolku pod stejným názvem obnovena.

## Předsedové Jednoty
1. Jan Nepomuk z Nostic-Rienecku (31.3.1810 - 17.4.1833)
2. Jan Pachta z Rájova (1833-1834)
3. Bedřich Karel ze Schönbornu (1834-1850)
4. Albert z Nostitz-Rienecku (1850-1871)
5. Arnošt Antonín z Valdštejna-Vartenberka (1871-1884)
6. Ferdinand z Lobkovic (1885-1909) - poprvé
7. Josef František Wallis (1909-1915)
8. Adrienne z Korff-Schising-Karssenbrocku, od roku 2010[7]

## Další členové Jednoty
- Antonín Bořek-Dohalský
- František Blažek[8]